# Weston (Floride)
Weston est une commune américaine de 65 330 habitants située en Floride, à 50 km au nord-ouest du centre de Miami. Elle a été construite sur d'anciens marécages. Aujourd'hui, cette ville se situe à la limite du parc national des Everglades, qu'elle borde au nord et à l'ouest.

## Urbanisme
Cette ville a la particularité d'être uniquement composée de lotissements construits par terre-plein, entourés de lacs et formant des presqu'îles, totalement artificielles. Les aménageurs ont donné à ces lotissements des formes variées (plutôt « ludiques »), la plupart du temps en courbes, parfois rectilignes. Divers aménagements doivent agrémenter le territoire, tels des golfs, piscines, tennis. Une grande partie de la communauté a été développée par les promoteurs Arvida / JMB Realty.
Sur cette commune, la grande majorité des lotissements sont fermés au public (gated communities). L'accès est contrôlé par des vigiles à l'entrée. Par ailleurs, ce type de morphologie urbaine est entièrement conçue pour l'automobile, les transports en commun étant quasi inexistants. Deux autoroutes bordent d'ailleurs la commune.
Étant donné son caractère autonome et cette volonté d'enfermement ou d'entre soi, on qualifie parfois Weston de ville privée. La municipalité ne compte en outre que trois salariés.
Quelques personnalités, notamment du sport américain, habitent la ville. En 2010, Money Magazine l'a classée 19e ville de l'Amérique du salaire médian le plus élevé, avec près de 120 000 $ annuels. En 2012, le même magazine l'a classé 63e endroit d'Amérique le plus agréable à vivre, soit le premier de Floride.

## Démographie
| 1990  | 2000   | 2010   | - | - | - |
| ----- | ------ | ------ | - | - | - |
| 9 829 | 49 286 | 65 333 | - | - | - |